# 金禧事件

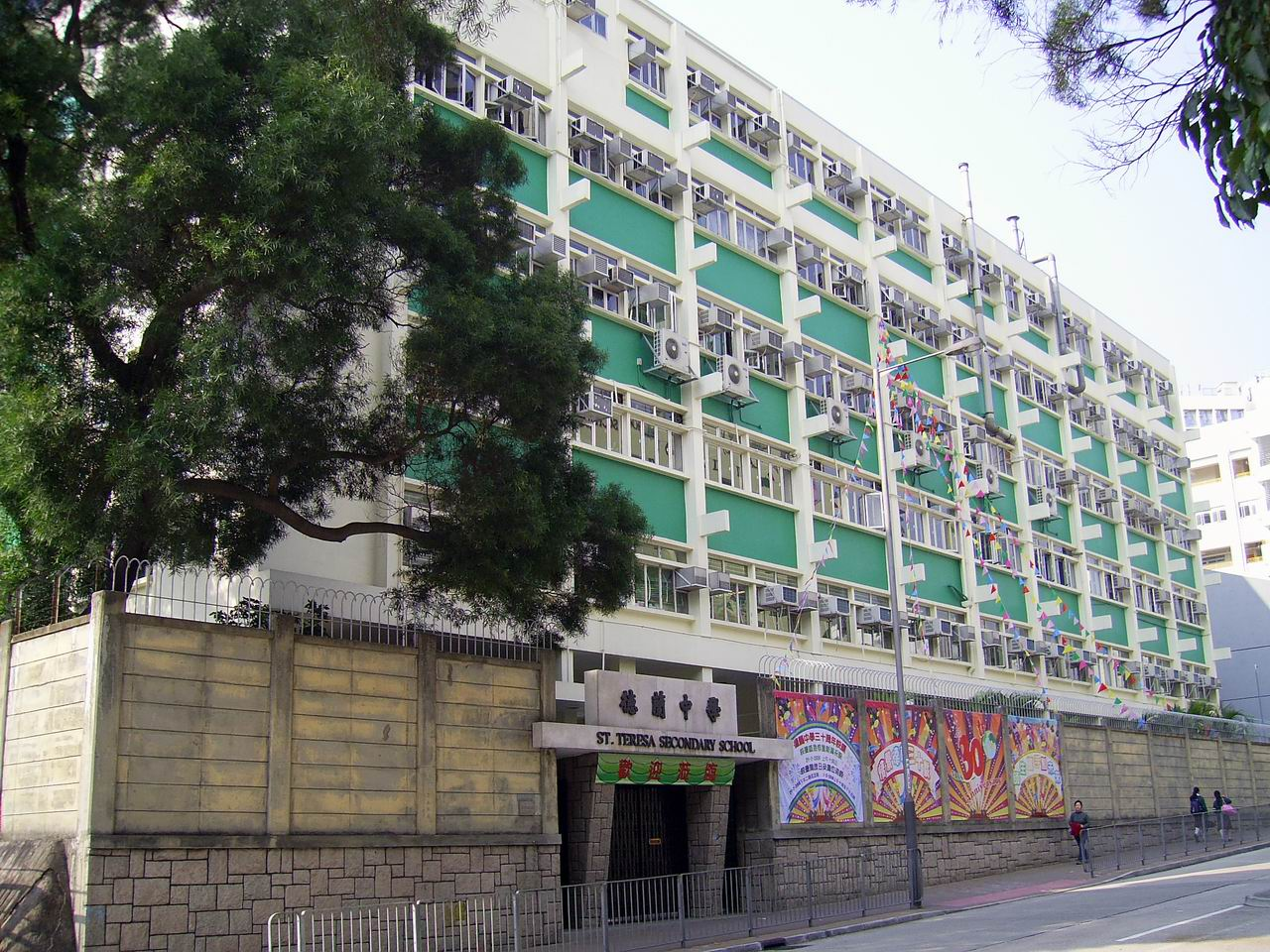
金禧中學原址改辦的德蘭中學

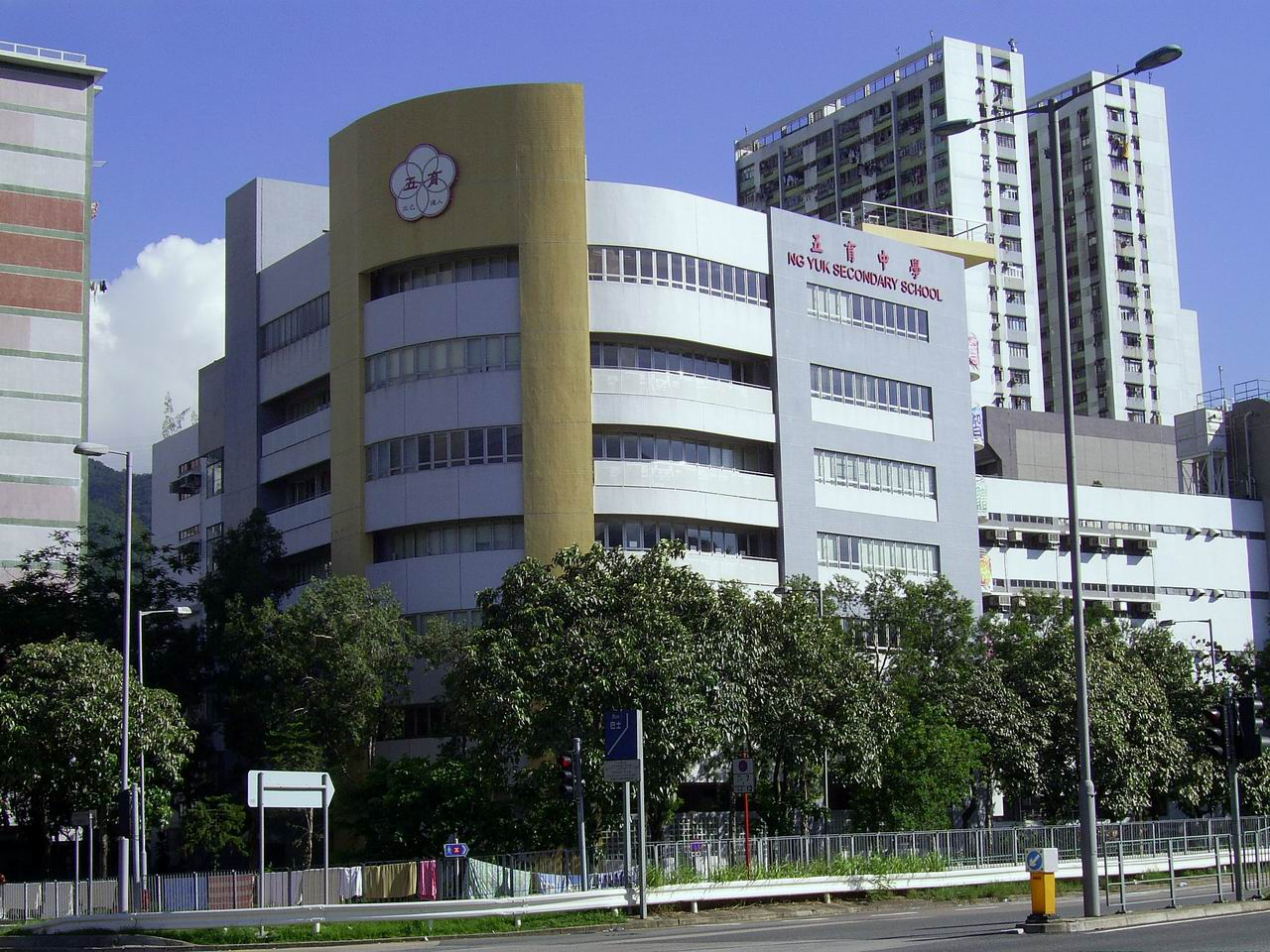
為此事件而成立的接收學校-五育中學

「金禧事件」是香港於1970年代末發生的一次學生運動，以九龍城天主教德蘭中學前身寶血會金禧中學的財政混亂為導火線，引發教會上層與進步教師衝突而引致轟動全港的學潮。顯示了當時資助學校的行政管理問題。

## 財政問題
何文田天主教女校德蘭中學前身寶血會金禧中學於1973年創校，寶血會找上了香港天主教大專聯會其中一位神師梁潔芬修女出任校長，因為出任校長需要持有學位，而寶血會中沒有其他合資格出任校長的人。而梁潔芬修女對於創校一事上對寶血會有不少要求，例如要辦中文中學，而老師也要她親自聘用等，而梁潔芬修女亦有聘用一些思想進步，有理想的老師任教。
學校建校一兩年左右，師生均覺其財務有問題。學校收取的費用似乎特別貴。有老師著手調查校內的財政狀況，發覺牽涉的款項達廿五萬元之鉅，校方涉嫌扣押職工薪金，售賣學生用品謀暴利，誤用教署撥款等，全數撥歸寶血會戶口。於是開始有一些老師尋找一些社會組織商討這個問題，例如梁潔芬修女出任神師的香港天主教大專聯會。
1977年2月1日，三名教師（黃顯華、陳松齡與范美容）在教協司徒華的陪同下前往廉政公署，跟時任廉政專員姬達會面，希望他能展開調查。
4月5日陳范二人與校長梁潔芬修女會面，就陳范兩位老師提出的證據，梁潔芬修女亦承認部份資料的真確性，但以校方要還債為理由希望兩位老師體諒。
教師和校董在4月11日就相關問題展開會議。4月12日，校董會的兩名成員向教育司署報告。4月14日，校董會接見全體老師，宣佈梁潔芬修女已向校董會辭職，校長一職由蕭麗芳修女暫代，並宣稱財政事件已交由教署審核全盤賬目。而梁潔芬修女「像人間消失般」失蹤。
4月18日，廉署回覆教師，指他們未發現貪污證據，建議教師向教署求助。當時教師不知校董會已向教署報告，在22日向教署提供了一份詳細的指控書。教師同時書面要求校方保證不懲罰或革退他們。
4月29日，有報章報導梁修女是被校內老師鬥垮，校方拒絕澄清。所有學生收到一封由「一教師」所寫的匿名信，信中講述了學校的財政問題。學生兩度要求學校解釋，但校方以各種理由推搪。
事件其間，香港天主教大專聯會曾經被理民府官員約見，希望他們能夠「好好讀書」。

## 聘書風波
6月2日，學生舉行簽名行動，校方無可奈何。
6月3日，教師收到新合約，附上的守則加強校長的權力，亦令解僱教師的手續更方便，只要教師不遵守規定，校董會有權給與適當的通知，予以解僱。教師要求修改條文，遭校董會拒絕，還威脅老師若不簽便當離職。學生得知此事，在9日和10日靜坐。鑑於考試在即，教師為了不希望影響學生的進度，於12日簽署新合約。
16日，教育司陶建向全體老師發出警告信，認為學生靜坐是老師的責任，如果這類事再發生便取消其教員註冊。28日，數百名學生去信教育司解釋罷課事件。
當時有些報紙誤說教師有政治動機，已證實為虛假新聞。
教署接到校董會的報告比教師的早十日。助理教育司許瑜曾罔指教師意圖領功。

## 新校長的敵視政策
暑假期間，寶血會宣佈退出金禧中學的經營，改由主教府接手，並委任關慧賢任新的校長。
9月，新學年開始，關慧賢校長聘請了一些新教師，她對新教師說：「若不能與舊教師相處，儘管和他們鬥好了，我早晚要他們另謀高就。」她並在新生家長日「提醒」新生「……高年級是一個毒瘤，你們不要與舊同學來往，也不必尊敬舊老師；如果你們聽我的話，我會很愛惜你們的」，關心新生而刻意忽視舊生，分化「新」、「舊」。她並施行高壓統治，教師連通告也不可留副本。而新學年中，學校的財政問題得不到改善。
在關慧賢主政下，金禧中學的行政更為混亂，更顯示了關校長的敵視政策：
- 以往上學年結束時老師便會得通知將教何班何科，但9月2日開課前一日老師才知道自己教甚麼班及科目，而科目竟是自己從未教過或讀過的。中一級只有一位舊老師，其他全由新老師擔任教席。
- 以往週會全校學生齊集，則分為中一至中三、中四至中五兩組於不同時間舉行，這樣，同學遭受分隔。
- 校長於早上及午膳時間均與新生接觸及加以關懷，對舊生則不加理睬。

## 家政科帳目事件
而新學年中，學校的財政問題得不到改善。
10月7日，家政科老師發現賬單銀碼被塗改，而會計小姐亦不知何人所為，於是在兩者同意下，用紅筆劃去塗改過的數目，而重新填上正確的數目。當日下午，老師發覺事有蹺蹊，希望校長當天調查此事；下午七時，兩名副校長在會計房門貼上封條，任何人未得校長同意不得擅入。
10日，教署四人在校長陪同下前來調查，但沒有調查誰首先改動單據銀碼。教師欲提供資料卻遭校方拒絕，教師再次聯名向主教府報告。
九日後，金禧教師劉子濂（曾為立法會梁國雄議員辦事處管理委員會副主席）投書報章，指校內有五位教師為革命馬克思主義者同盟成員（但日後梁國雄在社運團體間及選舉刊物中自述，其實當時劉子濂才是革馬盟成員）。金禧封校後，劉子濂在佳藝電視特備節目《金禧學潮論壇》中表示受關校長指使。

## 調查
1977年6月初，教署雖未曾跟師生接觸，但已宣布「調查完畢」，向律政司署報告。律政司決定交予香港警務處商業罪案調查科進一步調查。10月6日，警方指此事指是一人涉嫌貪污，僅涉數千元。
1978年2月23日，前校長梁潔芬修女被判入獄，寶血會將二萬七千多元轉回學校。
4月5日，報章小篇幅報導，寶血會將32萬元轉還學校。

## 學潮
1977年10月至1978年4月，學校發生幾宗搜書包事件，引起學生不滿。而校長稱遭學生圍困、辱罵，着令四人停學。5月9日，師生家長向中區港督府及天主教香港教區主教府示威，更靜坐和露宿三天。
1978年5月14日，教署以學生學業受阻，無法再辦下去為由，突然宣布停辦金禧中學，在原址改辦德蘭中學，但校監、校長、學生不變，除了曾參與靜坐的老師之外，其他老師亦會續約。而一連串的集會、請願、絕食亦隨之而開始，包括5月28日在維園舉行、有萬人參與的民眾大會。學聯等社會人士開始著手協助受影響的同學，包括四百名中二至中四學生開始在港大及中大「補課」 。

## 結果
港督麥理浩爵士委任一個由黃麗松博士、黃陳善茹女士及盧景文先生組成的調查委員會。該委員會在中期報告書內建議另設屬「有時限辦學」（後改為永久性質）的五育中學。該校主要由原金禧中學的教師任教，學生可自由選擇就讀五育中學還是德蘭中學。政府於1978年7月15日接納委員會建議，成立五育中學，整件事件才告平息。
金禧事件揭露當時資助學校管理中的不合理現象，促使當局不得不認真考慮修訂資助學校則例。1979年6月，教育司終於向資助學校發出一份名為「關於教職人員、校董會及教署三方面諮議事」的通告，建議由1979年9月起在資助學校建立一個諮議制度，由教師代表與校董會直接商討有關學校的問題。
對於事件的起因，學校的帳目為何會混亂? 依據事件發生時香港天主教學生聯會會長的回憶: 「當時梁潔芬並沒有解釋，相信她有她的原因吧，當時不願解釋，其實很明顯，就是拿學校的錢維持修會的部份活動，可能是她和修會之間私下協議，可能吧，我不知道」
而另一位香港天主教學生聯會當時的幹事會成員也在回憶中表示: 「「其實我們要求的，是我們要『言行一致』，當我們說自己要追求某些價值的時候，我們都期望我們的神師是這樣。如果有些事情是做得不對的，更新就是了」，我也說道，其實對梁修女個人我們是沒甚麼的，我們接受她。」

## 另見
- 五育事件：金禧事件接收學校-五育中學於1980-82年發生的另一宗中學管治風波，最後導致首任校長辭職